# De jonge jaren van Blueberry (stripreeks)
De jonge jaren van Blueberry (Frans: La jeunesse de Blueberry) is een stripreeks over de jeugd van Blueberry.

## Inhoud
Blueberry vecht tijdens de burgeroorlog in de jaren 1861 tot 1865 aan de zijde van de Unie tegen het zuiden. Hij wordt vaak gebruikt voor gevaarlijke missies, die moeilijker zijn om te voltooien dan verwacht.

## Achtergrond
Tussen 1968 en 1970 verschenen negen korte verhalen over de jeugdtijd van Luitenant Blueberry van Charlier en Giraud. Deze waren oorspronkelijk gepubliceerd door Pilote in pocketformaat, en werden in het Nederlandse taalgebied gepubliceerd in Pep Pocket nr. 1 tot en met vijf, en heruitgegeven in pocketformaat in 1982-1983 als Luitenant Blueberry: Strip-Pocket nr. 1-3. Ze werden ook uitgegeven in albumformaat in de reguliere Bluberry-reeks als nr. 1, 19, en 20, zij het in bewerking, vanwege het afwijkende formaat. Deze drie albums vormen de eerste drie delen van de spin-off serie "De jonge jaren," die schrijver Jean-Michel Charlier ontwikkelde als een eigen serie over de jeugd van Blueberry die niet door Giraud zelf getekend zou worden. Als tekenaar werd Colin Wilson aangetrokken. Tijdens het werken aan het derde deel overleed Jean-Michel Charlier. François Corteggiani nam het schrijfwerk over en vervolgde de serie tot het einde. In 1994 stopte tekenaar  Colin Wilson na zes albums en werd opgevolgd door Michel Blanc-Dumont.

## Publicaties
De eerste twee verhalen verschenen in het blad France Soir. Na twee gedrukte albums bij Dargaud namen achtereenvolgens Novedi en alpine Publishers de publicaties over, en vanaf 1994 werd de uitgifte weer ondergebracht bij Dargaud.

## Albums
door Charlier en Giraud:
- De jonge jaren van Blueberry (1977)[5]
- Yankee (1979)
- Blauwjas (1979)

door Charlier en Wilson:
- De outlaws van Missouri (1985)
- Terreur over Kansas
- De helse trein

door Corteggiani en Wilson:
- De genadeloze achtervolging
- Drie man voor Atlanta
- De prijs van het bloed

door Corteggiani en Blanc-Dumont:
- De Pinkerton-oplossing
- De missie der verdoemden
- De laatste trein naar Washington
- Het complot tegen Lincoln
- De slachter van Cincinnati
- De Mexicaanse furie
- 100 dollar om te sterven
- Het pad van de tranen
- 1276 zielen
- De verlossing
- Gettysburg
- Het konvooi van de bannelingen